# Periferni vazodilatatori
Periferni vazodilatatori su lijekovi za poboljšavanje cirkulacije u tkivima.
U određenim bolesnim stanjima dolazi do pogoršavanje cirkulacije u perifernim dijelovima tijela - glava, vrat, ruke i noge. Pojam "cirkulacija" vrlo se često koristi u kolokvijalnom govoru, iako često nije jasno što se pod pojmom "cirkulacija" krije. Hrvatski izraz za cirkulaciju bio bi "krvni optok", međutim, problemi koji se često nazivaju pojmom "loša cirkulacija" puno bi se bolje opisale riječima "loš krvni protok".
Na putu od srca prema nekim krajnjim dijelovima tijela kao što su, primjerice, nožni prsti, krv protječe kroz krvne žile koje se granaju i postupno bivaju uže. Stjenke arterija imaju nekoliko slojeva tkiva i prenose krv pod tlakom. Nakon izvjesnog stupnja grananja i sužavanja arterije prelaze u arteriole, male, mikroskopske uske krvne žile koje imaju tek jedan sloj stjenke i malo mišićnih stanica oko stjenke. Te mišićne stanice kontroliraju mikrocirkulaciju krvi kroz tkiva. Arteriole se nastavljaju u metaarteriole, a one prelaze u kapilare, krajnji i najudaljeniji stupanj arterijskih krvnih žila. Na spoju metaarteriola i kapilara nalaze se tzv. prekapilarni sfinkteri, minijaturni kružni mišići koji otvaraju i zatvaraju kapilare te stoga izravno utječu na mikrocirkulaciju i tkivima. Kapilare, pak prelaze u venule koje se nastavljaju u vene. Vene međusobno konvergiraju u sve veće i veće vene. Konačne dvije najveće vene koje izravno dovode krv u srce nazivaju se donja i gornja šuplja vena (vena cava inferior, vena cava superior). 
Najpoznatiji poremećaj cirkulacije jest ateroskleroza, međutim, protok krvi kroz udaljena tkiva može biti poremećen i kada nema ateroskleroze. 
Najprokrvljenija tkiva jesu ona u kojima je metabolizam i potrošnja kisika najveća - to su živčano i mišićno tkivo. U njima je mreža žila i kapilara vrlo gusta. U vezivnom tkivu i koštanom tkivu prokrvljenost je manja, dok u je hrskavičnom, pojedinim tkivima u oku i epidermi i nema. Dakako, u određenim situacijama krv se iz jednog dijela tkiva može preusmjeriti u drugi dio tkiva koji u tom trenutku treba hitno povećanje protoka. Tako nakon obroka protok krvi iz mišića i mozga pada jer se povećava protok u probavnom sustavu. S druge strane, u stanjima stresa i straha krv se iz kože i probavnog sustava preusmjerava u mozak i mišiće - prilagodba za borbu ili bijeg.
Bolesti krvnih žila (arterija, vena i kapilara) nazivaju se angiopatije, a pogotovo se javljaju kod dijabetičara. Postoji dva tipa angiopatija - makroangiopatije i mikroangiopatije. Kod makroangiopatija (kakva je primjerice ateroskleroza) masnoće i ugrušci začepljuju veće arterije i masovno blokiraju protok krvi u cijelim organima ili dijelovima organa. Kod mikroangiopatije stjenke malenih krvnih žila postaju debele i slabe, pucaju i usporavaju protok krvi kroz tkiva. Tada stanice, primjerice u oku, ne primaju dovoljno kisika i hranljivih tvari i bivaju oštećene. 
Brojne su bolesti cirkulacije - ako se protok smanji u žilama srca tada se javlja angina pectoris ili infarkt. Pad cirkulacije u mozgu dovodi do cerebrovaskularnog inzulta tj. apopleksije - moždani udar. Međutim, smanjenje cirkulacije u određenim nevitalnim dijelovima tijela, rukama, nogama ili u nevitalnim vratnim žilama dovest će do raznih manifestacija loše cirkulacije sa simptomima boli, slabosti i trnjenja. Česti su i poremećaji mikrocirkulacije u očima ili ušima. Ponekad, cirkulacija se toliko pogoršava da dolazi do propadanja i nekroze tkiva, pogotovo na nogama. 

## Raynaudov sindrom
Ovaj poremećaj karakteriziran je sužavanjem malih krvnih žila na rukama i nogama kao odgovor na hladnoću i stres, što rezultira slabom cirkulacijom i boli. U teškim slučajevima ovog sindroma može doći do stvaranja rana ili propadanja tkiva na prstima ruku ili nogu. Do danas je ovo stanje bilo teško liječiti jer ne reagira na uobičajenu terapiju. 

## Intermitentna klaudikacija
Loša cirkulacija i blokada krvi u arterijama nogu dovodi do bolova, umora, a ponekad i do osjećaja pečenja u nogama. Ovaj se osjećaj javlja pri tjelesnoj aktivnosti, a nestaje odmorom. Šepanje koje se tada javlja naziva se klaudikacija. 
Ovakvo stanje može se javiti u objema nogama, simptomi se često vremenom pogoršavaju. Međutim, neki pacijenti se žale samo na slabost u nogama tijekom hodanja ili osjećaju umor u stražnjicama. Impotencija je vrlo čest simptom, dok se bol u mirovanju ne javlja. Intermitentna klaudikacija se javlja kao posljedica ateroskleroze ili periferne vaskularne bolesti. Javlja se kada se blokada arterija pojavi u nogama ili stopalima. Događa se s vremena na vrijeme, primjerice nakon perioda hodanja.

## Ulkus kruris
Ulkus kruris jest ulceracija donjih dijelova nogu zbog kronične venske insuficijencije. Neuspješni povratak krvi u vene i porast tlaka u kapilarama rezultira edemima, ekcemom, pigmentacijom, zadebljanjem i fibrozom kože. Ove promjene kože čine ju sklonom pucanju i sprječavaju oporavak nakon manjih povrjeda. Ulceracije se obično javljaju između gležnja i koljena. Nekoliko ulceracija često se spaja u jednu veliku ulceraciju. Ova vrlo nezgodna bolest teško se liječi i vrlo teško zacjeljuje. 
Liječenje bolesti cirkulacije vrlo često se provode kirurški. Mogućnosti farmakološko liječenje bolesti mikrocirkulacije uglavnom je ograničeno. Lijekovi za liječenje perifernih vaskularnih bolesti nazivaju se periferni vazodilatatori. To su, primjerice, bametan, pentoksifilin, tolazolin, ciklonikat, dihidroergotoksin, naftidrofuril, kalidinogenaza, ifenprodil i azapetin. Unatoč širokoj upotrebi perifernih vazodilatatora njihov općeniti problem jest njihova upitna klinička djelotvornost. 
Također, kao pomoćno ljekovito sredstvo u liječenju perifernih vaskularnih bolesti cirkulacije koriste se pripravci s ekstraktima biljke Ginkgo biloba. Gingko se obično preporuča za poboljšavanje cirkulacije u vratnom području i za poboljšanje cirkulacije u mozgu. Djelotvornost takvih pripravaka u liječenju perifernih vaskularnih poremećaja cirkulacije nije u potpunosti klinički dokazana. 

## Pentoksifilin
Pentoksifilin je ksantinski derivat. Pripada skupini hemoreologika s vazoaktivnim osobinama, te utječe na osobine krvi i na periferne krvne žile. Smanjuje sljepljivanje trombocita, povećava gipkost eritrocita, smanjuje koncentraciju fibrinogena i patološki povećanu viskoznost krvi na periferiji. Djeluje izravno na glatko mišićje stjenki krvnih žila, izazivajući relaksaciju i vazodilataciju. Krv lakše i brže protječe perifernim dijelovima krvožilnog sustava, pa se poboljšava prehrana i oksigenacija tkiva u području mikrocirkulacije ishemičnog područja. Nadalje, smatra se da popravlja otjecanje krvi u venama, da snižava razinu triglicerida u krvi i da potiče stvaranje kolateralnih krvnih žila.
Mehanizam djelovanja uključuje povišenje koncentracije ATP-a, cAMP-a i drugih cikličkih nukleotida u eritrocitima, smanjenje viskoznosti krvi i seruma sa sniženjem koncentracije fibrinogena, što je posljedica povećanja fibrinolitičke aktivnosti ili smanjenje sinteze fibrinogena. Osim toga putem kočnice fosfodiesteraze koja je vezana na trombocitnu membranu i putem sinteze tromboksana snažno sprečava spontanu i potaknutu agregaciju trombocita i istodobno potiče sintezu prostaciklina (prostaglandina I2).
Pentoksifilin se koristi za poboljšanje perifernog protoka krvi (cirkulacije) u stanjima kao što su okluzije perifernih arterija, smetnje prokrvljenosti u arterijama i venama koje mogu biti posljedica arterioskleroze, ili su komplikacija dijabetesa, (intermitentna klaudikacija i bolovi u mirovanju), te ulceracije na potkoljenicama (ulkus kruris), smrzotine i gangrena. Također, koristi se za poboljšanje protoka pri poremećajima moždanoga krvotoka (prolazni ishemički napadi, posljedice moždane tromboze i krvarenja te kronična cerebrovaskularna insuficijencija) te pri poremećajima krvotoka u oku (akutna i kronična stanja zbog nedovoljnoga krvotoka u mrežnici). Također, može se koristiti i kod otoskleroze i degeneracijskih procesa u žilama unutrašnjeg uha. Djelotvorna dnevna doza iznosi 1200 mg.
Pentoksifilin ne bi trebali uzimati pacijenti kod kojih postoji opasnost od masivnim krvarenja (rizik od pojačanog krvarenja), s jakim krvarenjem u mrežnici, pacijenti s akutnim infarktom miokarda, s teškom koronarnom bolesti srca i s izraženim krvarenjem. Također je ne bi se trebao koristiti u bolesnika s peptičkim ulkusom, te u bolesnika preosjetljivih na pentoksifilin i ostale ksantinske derivate (kofein, teofilin, teobromin).
Nuspojave se rijetko javljaju. Moguće su probavne tegobe (mučnina, povraćanje, proljev, pritisak u žličici). Rijetko, osobito kad su doze veće, javljaju se tegobe povezane sa živčanim sustavom (vrtoglavica, glavobolja, tremor, uznemirenost, nesanica). Još su rjeđe kardiovaskularne nuspojave (angina pectoris, nekarakteristična bol u prsnom košu). Zamagljeni vid i konjunktivitis javljaju se u manje od 1 % bolesnika. Reakcije osjetljivosti, koje obično nestaju nakon završetka liječenja, vrlo su rijetke.

## Dihidroergotoksin
Dihidroergotoksin reducirani je derivat ergotoksina, alkaloida izoliranog iz gljivice ražene glavnice (Claviceps purpurea), koja živi kao nametnik na raži. Trajni stadij ovog parazita zove se sklerocij. Dihidroergokristin nije jedinstvena tvar - u pitanju je smjesa derivata ergotamina, dihidroergokornina, dihidroergokristina i dihidroergokornina. Svi oni imaju sličnu kemijsku strukturu, a zajedničkim nazivom nazivaju se ergot-alkaloidi. Metansulfonatna sol smjese ovih alkaloida naziva se ergoloid mesilat.
Dihidroergotoksin djeluje centralno, smanjuje vaskularni tonus i usporava rad srca te djeluje periferno blokirajući alfa adrenergičke receptore. Također, djeluje kao agonist dopamina i serotonina. Smatra se da poboljšava moždane metaboličke funkcije. Također, on djeluje na prekapilarne sfinktere opušta ih zbog čega dolazi do poboljšanja mikrocirkulacije u mozgu i na periferiji. Naime, blokadom alfa adrenergičkih receptora dolazi do opuštanja prekapilarnih sfinktera te povećanog protoka krvi u kapilarama što pozitivno djeluje na periferne mikroangiopatije. Nootropni učinak dihidroergotoksina (poboljšanje simptoma demencije) upitan je i nije dokazan u kontroliranim kliničkim pokusima.
Koristi se u liječenju senilne moždane insuficijencije, stanja nakon moždanog udara ili traumatskih ozljeda mozga, perifernih angiopatija (Burgerova bolest, Raynaudova bolest te promjene koje uzrokuju šećerna bolest i ateroskleroza), hipertenzije i cervikalnog sindrom žilnoga porijekla. Djelotvorna dnevna doza iznosi 4,5 mg. 
Primjenu dihidroergotoksina treba izbjegavati u bolesnika s teškim bubrežnim ili jetrenim zatajivanjem, porfirijom i kod psihotičnih bolesnika. Oprez je potreban u bolesnika s napredovalom ishemijskom srčanom bolešću i teškim bolestima perifernih žila. Moguće nuspojave jesu probavne smetnje (mučnina, povraćanje, napetost u želucu, gubitak teka), zamagljen vid, začepljen nos i osip.

## Naftidrofuril
Naftidrofuril obično dolazi u obliku soli s oksalatnom kiselinom. On ima dva mehanizma djelovanja. Kao prvo on proširuje krvne žile, a s druge strane ima izravan učinak na intracelularni metabolizam. U ljudi i životinja pokazano je da naftidrofuril povećava razine ATP-a i snižava razine mliječne kiseline u ishemičnim uvjetima (u stanju nedostatka kisika). Nadalje, naftidrofuril je moćan spazmolitik. Ova svojstva uzrokuju pozitivne učinke na bolesti kod kojih je prisutno smanjenje dotoka krvi u tkiva. Naftidrofuril pomaže boljoj opskrbi tkiva krvlju, a time i kisikom te hranljivim tvarima, a također, poboljšanjem protoka krvi smanjuju se edemi i uklanjaju šteni razgradni produkti. Naftidrofuril se koristi u liječenju perifernih vaskularnih poremećaja - intermitentna klaudikacija, noćni grčevi, bolovi u mirovanju, gangrena, ulkus kruris, Raynaudov sindrom, dijabetička angiopatija i akrocijanoza. Također, koristi se i u poremećajima cirkulacije u mozgu - cerebralna insuficijencija i cerebralna ateroskleroza, mentalni poremećaji i demencija. Dnevna doza naftidrofurila iznosi 600 mg u obliku naftidrofurilova oksalata. Zbog sadržaja oksalata ovaj lijek nije pogodan za osobe koje pate od hiperoksalurije te kamenca u bubregu i mokraćnim putovima. Moguće nuspojave jesu mučnina, bol u trbuhu i osip. 